# Górskie Samochodowe Mistrzostwa Polski

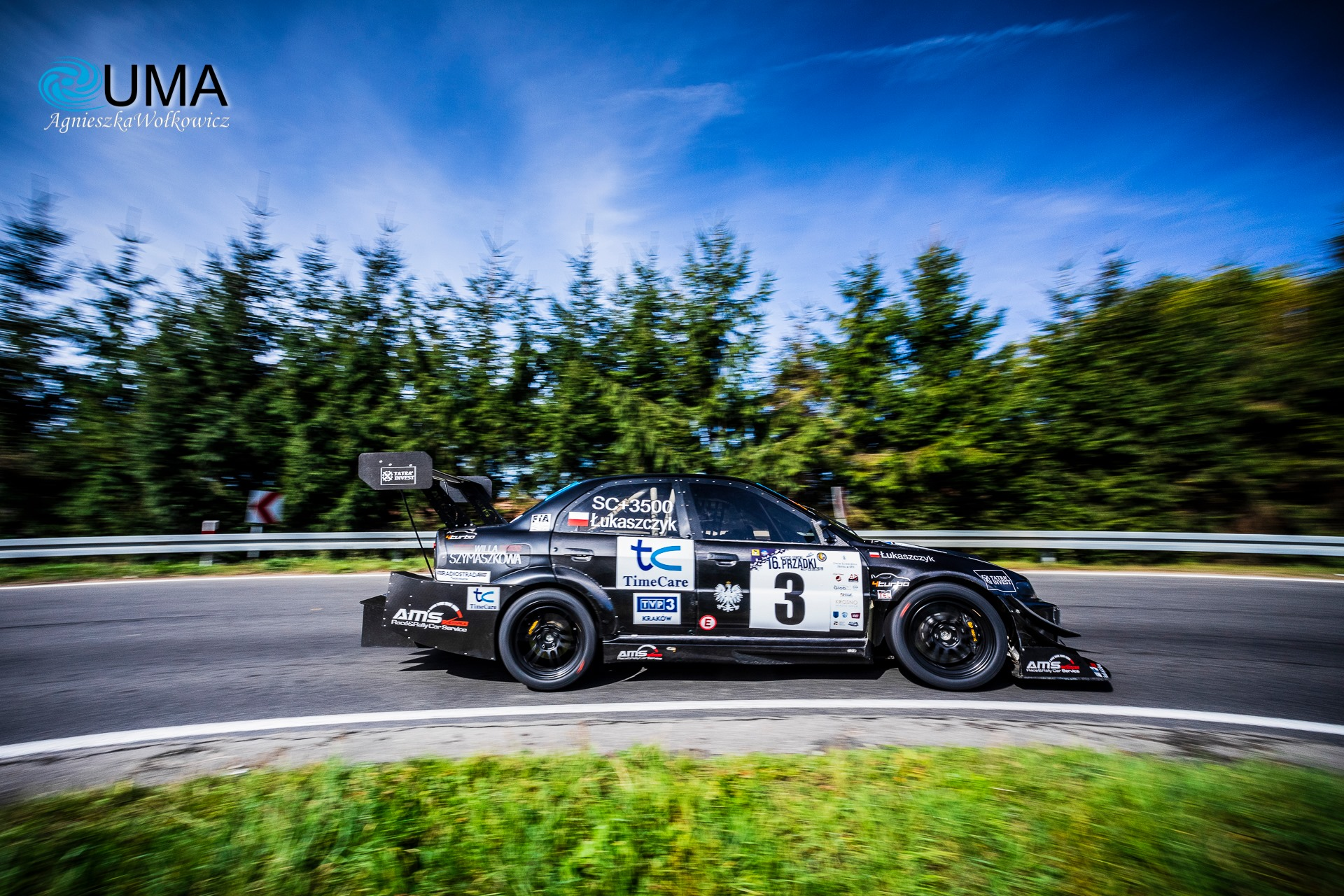

Górskie Samochodowe Mistrzostwa Polski (skrót GSMP) – cykl wyścigów samochodowych, organizowanych przez Polski Związek Motorowy na terenie Polski i Słowacji, rozgrywanych na trasach o charakterze krętym i górzystym.

## Charakterystyka
Idea wyścigów jest podobna do rozgrywania odcinków specjalnych w trakcie rajdów samochodowych. Istnieje jednak wiele istotnych różnic. Wyścigi GSMP rozgrywane są w terenach mocno pofałdowanych lub cała trasa prowadzi pod górę, start znajduje się znacznie niżej niż meta (nawet do 100–150 m), trasa wyścigu wiedzie po nawierzchniach asfaltowych, kierowca sam znajduje się w samochodzie podczas podjazdu (bez pilota), samochody są wyposażone w opony typu slick, zawodnicy są podzieleni na klasy według pojemności i stopnia modyfikacji pojazdu.

## Grupy
Najmocniejszą grupa jest od jakiegoś czasu grupa E przekształcona z poprzedniej grupy H, gdzie startujący pojazd musi posiadać homologacje lub posiadać ją już w przeszłości lecz ją stracić. W grupie E dozwolone są szeroko zakrojone zmiany w samochodzie tj. lekkie elementy nadwozia czy zmiany w jednostce napędowej bolidu.
Kierowcy mogą startować również w klasie historycznej (HS) lecz ich samochód musi spełnić odpowiednie warunki.

## Pojazdy
W GSMP często stosuje się zmniejszanie masy pojazdu poprzez wymontowanie siedzeń (pozostaje tylko fotel kierowcy). Wymiana szklanych szyb na poliwęglanowe, zmiana maski i klapy bagażnika z metalowych na wykonane z tworzywa sztucznego. Wymontowanie reflektorów (oświetlenie nie jest wymagane), tapicerki i innych tego typu zbędnych dla kierowcy części.

## Terminarz zawodów GSMP w sezonie 2008
- Cisna 23-25 maja
- Załuż 20-22 czerwca
- Sopot 11-13 lipca
- Sienna 1-3 sierpnia
- Rościszów 22-24 sierpnia
- Korczyna 26-28 września
- Góra Świętej Anny 17-19 października

## Terminarz zawodów GSMP w sezonie 2009
- Korczyna 1-3 maja
- Cisna 22-24 maja
- Sienna 19-21 czerwca
- Sopot 03-5 lipca
- Banowce 31 lipca-2 sierpnia
- Rościszów 28-29 sierpnia
- Załuż 17-19 września
- Limanowa 16-18 października

## Terminarz zawodów GSMP w sezonie 2010
- Korczyna 1-2 maja
- Cisna 22-23 maja
- Limanowa 19-20 czerwca
- Sopot 3-4 lipca
- Banowce 31 lipca-1 sierpnia
- Sienna 21-22 sierpnia
- Rościszów 4-5 września
- Załuż 18-19 września
- Góra Świętej Anny 16-17 października

## Terminarz zawodów GSMP w sezonie 2016
- 42 Bieszczadzki Wyścig Górski 13-15 maja (Załuż)
- Moris Cup Jahodna 20-22 maja
- 3 Wyścig Górski Magura Małastowska 24-26 czerwca (Magura Małastowska)
- 8 Wyścig Górski Limanowa Przełęcz pod Ostrą 8-10 lipca (Limanowa)
- Banovce-Jankov Vŕšok 29-31 lipca (Banovce, Słowacja)
- 19 Grand Prix Sopot-Gdynia 19-21 sierpnia (Sopot)
- 13 Wyścig Górski Prządki 23-25 września (Korczyna)

## Terminarz zawodów GSMP w sezonie 2017
- 43 Bieszczadzki Wyścig Górski 12-14 maja (Załuż)
- 4 Wyścig Górski Magura Małastowska 23-25 czerwca (Magura Małastowska)
- 9 Wyścig Górski Limanowa Przełęcz pod Ostrą 14-16 lipca (Limanowa)
- Banovce-Jankov Vŕšok 28-30 lipca (Banovce, Słowacja)
- 20 Grand Prix Sopot-Gdynia 18-20 sierpnia (Sopot)
- 14 Wyścig Górski Prządki 15-17 września (Korczyna)

## Terminarz zawodów GSMP w sezonie 2018
- 44 Bieszczadzki Wyścig Górski 11-13 maja (Załuż)
- 5 Wyścig Górski Magura Małastowska 15-17 czerwca (Magura Małastowska)
- 10 Wyścig Górski Limanowa Przełęcz pod Ostrą 27-29 lipca (Limanowa)
- Banovce-Jankov Vŕšok 03-05 sierpnia (Banovce, Słowacja)
- 21 Grand Prix Sopot-Gdynia 17-19 sierpnia (Sopot)
- Czarna Góra 31 sierpnia - 02 września (Sienna)
- 15 Wyścig Górski Prządki 14-16 września (Korczyna)

## Terminarz zawodów GSMP w sezonie 2019
- 45 Bieszczadzki Wyścig Górski 10 - 12 maja (Załuż)
- Wyścig Górski Cisna 31 maja - 02 czerwca (Cisna)
- 6 Wyścig Górski Magura Małastowska 28 - 30 czerwca (Magura Małastowska)
- 11 Wyścig Górski Limanowa Przełęcz pod Ostrą 26 - 28 lipca (Limanowa)
- Banovce-Jankov Vŕšok 02 - 04 sierpnia (Banovce, Słowacja)
- 22 Grand Prix Sopot-Gdynia 16-18 sierpnia (Sopot)
- Czarna Góra 13 - 15 września (Sienna)
- 15 Wyścig Górski Prządki 27 - 29 września (Korczyna)

## Terminarz zawodów GSMP w sezonie 2020
- 46 Bieszczadzki Wyścig Górski 15 - 17 maja (Załuż)
- 7 Wyścig Górski Magura Małastowska 19 - 21 czerwca (Magura Małastowska)
- 12 Wyścig Górski Limanowa Przełęcz pod Ostrą 24 - 26 lipca (Limanowa)
- Banovce-Jankov Vŕšok 31 lipca - 02 sierpnia (Banovce, Słowacja)
- 23 Grand Prix Sopot-Gdynia 14-16 sierpnia (Sopot)
- 16 Wyścig Górski Prządki 18 - 20 września (Korczyna)

## Mistrzowie
- 1986 – Józef Kiełbania
- 1987 – Andrzej Godula
- 1988 – Andrzej Godula
- 1989 – b.d.
- 1990 – Andrzej Godula
- 1991 – Andrzej Godula
- 1992 – Andrzej Godula
- 1993 – Andrzej Godula
- 1994 – Andrzej Godula
- 1995 – Andrzej Godula
- 1996 – Andrzej Godula
- 1997 - Rafał Podolski
- 1998 - Rafał Podolski
- 1999 – Andrzej Dziurka
- 2000 – Mirosław Krachulec
- 2001 – Jan Kościuszko
- 2002 – Jan Kościuszko
- 2003 – Paweł Dytko
- 2004 – Mariusz Stec
- 2005 – Mariusz Stec
- 2006 – Paweł Dytko
- 2007 – Mariusz Małyszczycki
- 2008 – Robert Kus
- 2009 – Mariusz Stec
- 2010 - Mariusz Stec
- 2011 - Mariusz Stec
- 2012 - Tomasz Nagórski
- 2013 - Tomasz Nagórski
- 2014 - Dubai
- 2015 - Dubai
- 2016 - Igor Drotar
- 2017 - Waldemar Kluza
- 2018 - Michał Ratajczyk
- 2019 - Szymon Łukaszczyk
- Źródło[1]